# Литовская освободительная армия
Литовская освободительная армия или Литовская армия свободы (лит. Lietuvos Laisvės Armija, сокращённо ЛЛА или LLA) — литовская подпольная националистическая организация, образованная 13 декабря 1941 года студентом Вильнюсского университета Казисом Веверскисом (псевдоним «Сенис»). Ставила своей целью восстановление независимости Литовской Республики военными и политическими целями. Не поддерживала политику Третьего рейха во многом, однако не оказывала никакого сопротивления вермахту и СС. Начала вооружённую борьбу против советских войск после взятия Минска в середине 1944 года. ЛЛА считается первой литовской националистической организацией, которая начала вести вооружённую борьбу против советской власти и попыталась стать ядром литовского антисоветского движения, однако к апрелю 1946 года силами НКГБ и МГБ Литовская освободительная армия была полностью разгромлена. Те её члены, которые остались в живых, ушли в другие литовские отряды «лесных братьев». Деятельность организации делится на три этапа: 1941–1943 гг. направлена против нацизма, 1943–1944 гг. переходной период, направленный на укрепление организации и с июля 1944 г. по апрель 1946 г.  – антисоветский период.

## Основание и организационное развитие
LLA была основана зимой 1941 года, как военная организация для борьбы с нацизмом. С самого начала LLA отвергала мысль, что нацистская Германия поможет восстановить литовскую независимость. Ориентировалась на западных союзников, США и Великобританию, но не ждала освобождения со стороны этих стран, а сама планировала отвоевать свободу Литвы с оружием в руках. LLA учредил 29-летний студент-юрист Казис Веверскис - "Сянис" (Senis, "Старик"). Также руководил вильнюсской корпорацией «Атейтининкай» — «Кястутис». В годы независимости Литвы К. Веверскис прошёл курс военной школы и был выпущен в запас в звании, соответствующем младшему сержанту или капралу (jaunesnisis puskarininkas).
Летом 1940 года К. Веверскис тайно пересёк реку Неман и бежал в Германию. В Берлине работал рабочим в типографии, но в политическую деятельность Литовского фронта активистов (Lietuvos Aktivistų Frontas, LAF), который был крупной патриотической военизированной организацией накануне нападения Германии на СССР, не втянулся. В августе 1941 г. тайно, пешком вернулся в Литву, где остановился у своего брата Пранаса в Каунасе.  Тот и познакомил брата с программой LAF, на основе которой К. Веверскис создал программную основу для ЛЛA. 13 декабря 1941 г. В Вильнюсе было организованно тайное учредительное собрание. Точные фамилии всех участников собрания неизвестны. Доподлинно известно, что в собрании участвовали  сам Казис Веверскис-"Сянис", служащий вильнюсской криминальной полиции лейтенант запаса Лёнгинас Швалкус и студент-медик, лейтенант запаса, Домас Матутис. Позднее в организации активно участвовали Пранас Веверскис, лейтенант запаса П.Галюнас, Е.Яловецкас, Адольфас Эйдимтас (Adolfas Eidimtas). В организацию вступали на основе личных контактов и прошлых знакомств. Каждый новый член к организации привлекал, как минимум, двух надежных, хорошо знакомых человек. ЛЛA дистанцировалась от многих литовских националистических политических организаций, считая, что создание многочисленных организаций только расколет национально-освободительное движение. Считалась военизированной организацией с жёсткой дисциплиной, заявляла о недоверии к СССР и Германии и о готовности бороться только за интересы литовского народа. ЛЛА не подчинялась Верховному комитету освобождения Литвы и не сотрудничала с Литовским местным отрядом. Членам ЛЛА запрещалось покидать территорию Литвы и отступать вместе с немецкими войсками. Казис Веверскис был лидером Литовской Освободительной Армии, лично составляя все директивы и подписывая приказы, издавал газету «Каринес ир политинес жинёс» (лит. Karinės ir politinės žinios, Военные и политические новости) для военных и газету «Каржигис» (лит. Karžygys, Герой) для гражданских. Его заместителем был Адольфас Эйдимтас, известный под кличками «Жибартас» и «Вигантас».
К. Веверскис вербовал в ЛЛА бывших литовских полицаев из шуцманшафта и военных Литовской армии, служивших до 1940 года. Так, ему подчинялись 12 бывших полковников литовской армии, которые командовали округами. Существовало 4 зоны действия ЛЛА: Вильнюс, Каунас, Шяуляй и Паневежис, каждая зона делилась на округа, соответствовавшие округам административно-территориального деления Литовской Республики межвоенных лет. Штаб округа включал в себя оперативный, разведывательный, организационный отделы и отдел кадров. ЛЛА пыталась подготовить отряды для того, чтобы вытеснить польскую Армию Крайову из-под Вильнюса, однако эти планы не были реализованы. Структура ЛЛА создавалась на иерархической, территориальной и функциональной основах. Создавались центральные руководства округов и областей, работа проводилась в организационном, разведывательном и хозяйственном секторах. С весны 1943 года до июля 1944 года организация действовала по единому структурному плану:

Мощь организации усиливалась за счет прироста численности её членов из конкретных социальных групп, так как ЛЛА не имела политических требований к участникам. Организация фокусировала внимание на мужчинах, которые способны участвовать в вооружённых боевых действиях. Женщины в организацию не принимались. Особое внимание уделялось офицерам и унтер-офицерам. Часть членов частично или полностью жила в подполье и содержалась за счет организации. Работали в разных сферах. Мобильность гарантировалась за счет членов работающих в сферах связи, железных дорог, на почте. Члены, работающие в полиции, системе охраны и батальонах самообороны выполняли разведывательную работу. Рабочие обеспечивали материальное снабжение. Финансовые средства поступали из членских взносов (каждый платил по 10 марок в год) и единичных пожертвований. Именно они и составляли большую часть доходов и использовались при покупке оружия, для оплаты печати изданий и на нужды штаба.

## Действия
ЛЛА состояла из округов Вильнюса, Каунаса, Шауляй и Паневежиса. Вильнюсским округом руководил К. Веверскис-Сянис, Каунасским — полковник Йонас Лёнартас (позднее — майор Б. Свилас), Паневежсским — капитан В. Сакалас-Сакалаускас, Шауляйским — капитан Адолфам Эйдимтас. Позже основанным Тельшайским округом руководил полковник Иполитас Жулис. В ноябре 1943 года в вильнюсской академии наук было созвано первое совещание командиров округов, в котором приняли участие К. Веверскис-Сянис, А.Анрюшайтис, Йонас Лёнартас, А.Каралюс-Варянис, Гуденас, А.Кубилюс и другие. В 1943 году Вильнюсский округ насчитывал около 2000 членов, в округах Шауляй, Каунас и Паневежис ещё по 1500. Общая численность организации могла составлять около 7000-8000 человек. Руководство ЛЛА прилагало много усилий для поддержания контактов с Западом. По сопротивленческим каналам руководство ЛЛА высылало Антанасу Валюкенасу в Берлин инструкции и печатные издания организации. С помощью Казиса Жеромскиса, уехавшего в Вену, предпринимались попытки связаться с австрийскими, французскими, польскими, чехословацкими, и белорусскими подпольными организациями.
1 июля 1944 года ЛЛА объявила военное положение и приказала всем своим членам вступить в отряды, штабы которых находились в лесах.  Командиром отряда назначался старший по званию офицер. ЛЛА начала партизанские действия. Пользуясь опытом Июньского восстания, ЛЛА стала готовить вооружённое выступление, которое должно было завершиться, по плану, провозглашением независимой Литвы. 20 июля 1944 г. все отделы были заменены двумя секторами в каждом штабе: оперативным «Ванагай» (лит. Vanagai / VS, Ястребы) и организационным (OS). Начальником штаба «Ванагай» был назначен капитан  Альбинас «Варенис» Каралюс, отвечавший за вооружённое сопротивление, позднее его сменил А.Кубилюс. Организационный сектор отвечал за поставку продовольствия, информации и транспорта бойцам оперативного сектора. Штаб ЛЛА находился в лесу Плокштине недалеко от озера Плателяй в Самогитии, где находился их учебный лагерь. В августе 1944 г. Казис Верверскис, генерал Мотеюс Печулёнис и инженер Бронюс Снарскис организовали политическую организацию -  Комитет обороны Литвы (лит. Lietuvos gynimo komitetas) с целью попытки объединения всех антисоветских литовских вооружённых отрядов и признания лидерства ЛЛА в этом движении.  Подразделения ЛЛА стали основой для антисоветских партизанских соединений.
Многие члены ЛЛА ушли в Германию, вопреки запрещавшему это приказу, и стали перемещёнными лицами, однако другие примкнули к «лесным братьям». Согласно показаниям Эйдимтаса на допросе в НКГБ, к середине 1944 года численность ЛЛА возросла до 10 тысяч человек, что историки считают сомнительным. Вооружение и боеприпасы литовцам достались от отступивших немцев, а в августе—сентябре 1944 года ЛЛА отправила около 100 бойцов в немецкие разведшколы, где те прошли диверсионные курсы и стали парашютистами. Несмотря на все усилия, ЛЛА не оказала никакого влияния на ход войны: к 26 января 1945 года, согласно рассекреченным архивам НКГБ и МГБ, было уничтожено порядка 659 членов ЛЛА и арестовано 753 человека. Летом 1944 г. М. Печюлюнис, давший членскую присягу, подписал директиву, в которой вооруженным силам ЛЛА было приказано дисциплинированно отходить вместе с фронтом, в случае, если Красную Армию не удастся остановить – спрятать оружие и, перейдя в подполье, остаться в Литве. Готовясь ко второй советской оккупации, были подготовлены планы действий: 1) посредством оружия удержать часть литовской территории, объявив её независимой; 2) вступить в переговоры (при помощи западных посредников) об отступлении армии из Литвы. В случае, если эти планы нарушатся, уйти в подполье, издавать печать и, наладив радиосвязь, ожидать Мирной конференции 1944 08–09. При согласии нацистской власти, ЛЛА отослала в германские разведшколы около 100 бойцов, которые после войны десантировались в Литву и присоединились к антисоветской партизанской деятельности. Этот факт оценивается неоднозначно, на его основе руководство ЛЛА обвиняли в сотрудничестве с нацистами.

### Действия за пределами Литвы
Представители Литовской освободительной армии совершали ночные рейды в Гродненскую, Молодечненскую и Полоцкую области Белоруссии, но успеха не добились — по словам доктора исторических наук Геннадия Костырченко, местное белорусское население относилось к ним с ненавистью и помогало властям в их обезвреживании.

## Гибель Казиса Веверскиса-"Сяниса"
К. Веверскис погиб при перевозке документов LLA в Каунас, попав в засаду неподалёку от Каунаса, близ старого моста у Раудондвариса, 28 декабря 1944 года. Труп был найден в придорожной канаве. Его загадочная смерть, фронт, прошедший сквозь Литву, привнесли растерянность во все части сопротивления. Необходимо было создать новые каналы связи. Командование и организацию приняли на себя несколько центров, сохранивших традиции ЛЛА. Заместитель К. Веверскаса А.Эйдимтас принял командование боевыми структурами ЛЛА, поддерживал бывшие связи и завязал новые с Комитетом по освобождению Литвы.  Упомянутый комитет действовал в Каунасе и претендовал на роль руководства политической борьбой.  В апреле 1945 года были схвачены руководители ЛЛА и комитета: А.Эйдимтас, А.Кубилюс, Л.Дабраускас, Миндаугас Блознелис и другие. Генерал М. Печулёнис, оставшийся без поддержки и связей, около полугода скрывался на малой родине К. Веверскиса в Кальвяй, позже – в Шакяйском округе, неподалёку от Лекячай. Там в 1945 году формально был восстановлен генеральный штаб ЛЛА. В восстановительном совете участвовали М. Печулёнис, члены АСЛ Стасис Старкус-Старкявичус, Альгимантас Рузгис и брат К. Веверскиса Александрас. Сформировать штаб не удалось из-за начавшихся арестов. Организационная структура Армии Свободы Литвы легла в основу Движения борьбы за свободу Литвы, по всей Литве распространялся устав ЛЛА, и на его основе создавались антисоветские документы партизан.

## В культуре
Литовская освободительная армия упоминается в романе Владимира Богомолова «В августе сорок четвёртого» под названием ЛЛА как организация, выполнявшая указания германской разведки. В части 1 романа приводится цитата:

На освобожденной территории Литовской ССР действуют скрывающиеся в лесах и населенных пунктах вооруженные националистические бандгруппы так называемой «ЛЛА», именующие себя «литовскими партизанами».
Основу этих подпольных формирований составляют «белоповязочники» и другие активные немецкие пособники, офицеры и младшие командиры бывшей литовской армии, помещичье-кулацкий и прочий вражеский элемент. Координируются действия указанных отрядов «Комитетом литовского национального фронта», созданным по инициативе германского командования и его разведывательных органов.
Согласно показаниям арестованных участников «ЛЛА», кроме осуществления жестокого террора в отношении советских военнослужащих и представителей местной власти, литовское подполье имеет задание вести оперативную разведку в тылах и на коммуникациях Красной Армии и незамедлительно передавать добытые сведения, для чего многие бандгруппы снабжены коротковолновыми радиостанциями, шифрами и немецкими дешифровальными блокнотами.